# Ничто не вечно (Секретные материалы)
«Ничто́ не ве́чно» (англ. Nothing Lasts Forever) — девятый эпизод одиннадцатого сезона американского научно-фантастического телесериала «Секретные материалы». Премьера состоялась 14 марта 2018 года на телеканале Fox. Режиссёром серии выступил Джеймс Вонг, а сценарий написала Карен Нильсен. 
В этом эпизоде специальные агенты ФБР Дана Скалли (Джиллиан Андерсон) и Фокс Малдер (Дэвид Духовны) из отдела «Секретных материалов» расследуют кражу человеческих органов, за которой стоит загадочная секта.

## Сюжет
В импровизированной операционной в Бронксе в Нью-Йорке два хирурга извлекают органы у человека, тем самым убивая его. Операцию прерывает Джульет, молодая женщина, которая убивает хирургов, всаживая им в грудь металлические штыри. Ей удаётся забрать большую часть органов (кроме печени и поджелудочной железы) и доставить их в ближайшую больницу в контейнере для переноски, на котором написано «Я отплачу» (или «Аз воздам»).
Малдер и Скалли начинают заниматься этим делом, потому что, судя по имеющимся свидетельствам, речь идёт о ритуальном убийстве. Местные полицейские не заинтересованы в расследовании после того, как выясняется, что у одного из хирургов была отозвана медицинская лицензия и он был связан с русской мафией. Они не доверяют предположению Малдера о том, что убийства совершаются с целью кражи донорских органов.
Малдер и Скалли встречаются в церкви, где обсуждают природу веры. Скалли подтверждает, что проверила информацию о пересадках печени за последние сутки, но все доноры есть в базе. В свою очередь, Малдер не может найти никаких следов незаконных продаж органов в даркнете. Он связывает послание убийцы с псалмом, обещающим божью кару нечестивцам, и замечает, что железные штыри, использованные в качестве орудия убийства, были выломаны из церковного забора. Теперь Малдер предполагает, что убийства не были сатанинским ритуалом, а их совершили под влиянием божественного гнева. После разговора с местным священником они выходят на Джульет, которая отказывается говорить, но признаётся, что её сестра Оливия вступила в секту.
Как выясняется, пропавшие органы были доставлены в здание, где в затворничестве живут бывшая звезда телевидения Барбара Бомонт и её партнер Рэндольф Лювенис. Барбара, страдающая истерическим расстройством личности, окружила себя сектантами, которые поедают органы своих жертв, чтобы замедлить процесс старения. Хотя Барбаре восемьдесят пять лет, она выглядит максимум на тридцать. Эффект омоложения является лишь временным, поэтому Лювенис хирургическим методом пришивает себя к другим людям, чтобы изменить свой возраст. Однако похищенных органов становится недостаточно, чтобы накормить всех желающих. Лювенис уходит, чтобы украсть органы из больницы, а один из членов секты предлагает себя в качестве жертвы для поддержания жизни остальных. Он ударяет себя ножом в живот, и его съедают заживо.
Предположив, что похищенные органы не могут использоваться для трансплантации, Малдер и Скалли помещают «жучок» в сердце, и ослабляют больничную охрану, чтобы Лювенис мог украсть его. Сигнал приводит их к жилому зданию, где проживают члены секты. Лювенис подвергает себя хирургическому вмешательству, в ходе которого к нему пришивают Оливию.
В квартире Барбары на агентов ФБР нападают сектанты. Они сбрасывают Скалли в шахту лифта, а Малдера спасает Джульет, которая убивает Барбару ударом металлического штыря в сердце. В поисках Скалли Малдер спускается в подвал, где встречает заметно помолодевшего Лювениса, пришитого к Оливии. Он утверждает, что нашёл лекарство от старости, которым является гетерохронный парабиоз (присоединение кровеносной системы молодого человека к старому). Внезапно Лювениса убивает Джульет. Малдер находит в шахте лифта целую и невредимую Скалли, которую спасла гора мусора, накопившаяся за десятки лет. Джульет сдаётся и согласна провести остаток своей жизни в тюрьме.